# 56

56(오십육)은 55보다 크고 57보다 작은 자연수다.

## 수학
- 합성수로, 그 약수는 1, 2, 4, 7, 8, 14, 28, 56이다. 진약수의 합은 64이므로, 56은 과잉수다.
- 10번째 테트라나치 수다. 앞의 테트라나치 수는 29, 다음은 108이다.
- {\displaystyle 56=3+5+7+11+13+17}
  - 연속하는 소수(素數) 6개의 합으로 나타낼 수 있으며, 이 성질을 지닌 앞의 수는 41, 다음 수는 72이다.
- {\displaystyle 56=7\times 8}
  - 연속하는 두 자연수의 곱으로 나타낼 수 있으며, 이 성질을 지닌 앞의 수는 42, 다음 수는 72이다.
- {\displaystyle 56=2^{2}+4^{2}+6^{2}}
  - 6번째 사면체수로, 처음 세 짝수(2, 4, 6)의 제곱합이다. 앞의 사면체수는 35, 다음은 84다.
  - 연속하는 세 짝수의 제곱합으로 나타낼 수 있는 가장 작은 수이며, 이 성질을 지닌 다음 수는 116이다.

## 과학·기술
- 바륨(Ba)의 원자번호.
- 간흡충의 염색체 개수.
- 누에나방의 염색체 개수.
- NGC 56: 물고기자리 방향에 있는 것으로 추정되는 미확인 천체.
- 제록스의 포트 번호.

## 교통
- 고속도로
  - 유럽 고속도로 56호선: 독일 뉘른베르크에서 오스트리아 사틀레스(독일어판, 영어판)까지 이어지는 유럽 고속도로.

- 국도 제56호선
  - 대한민국 56번 국도: 강원특별자치도 철원군 김화읍에서 양양군 양양읍까지 이어지는 대한민국의 국도.
  - 일본 56번 국도: 고치현 고치시에서 에히메현 마쓰야마시까지 이어지는 일본의 국도.

## 군사
- 보병화기 및 보병장비에 대한 GRAU 코드.
- 동독의 1956년식 군용헬멧의 제식번호.
- 미국 캐딜락의 대전차자주포 M56 스콜피온의 제식번호.
- 유고슬라비아의 총기회사 자스타바의 기관단총 자스타바 M56의 모델번호.
- 유고슬라비아의 무기회사 유고임포트의 곡사포 M56 곡사포의 모델번호.

## 문화유산
- 대한민국의 국보 제56호: 순천 송광사 국사전
- 대한민국의 보물 제56호: 안동 운흥동 오층전탑
- 대한민국의 사적 제56호: 고양 행주산성

## 방송
- 가나
  - 그린 골드 애니메이션의 채널 번호.

- 나이지리아
  - 시네매직의 채널 번호.

- 대한민국
  - 스카이라이프의 디원TV 채널 번호.
  - 지니 TV의 JTBC 골프 채널 번호.
  - B tv의 tvN 드라마 채널 번호.
  - U+ TV의 중국 영화 채널인 셀레스티얼 무비 채널 번호.
  - LG헬로비전의 씨네프 채널 번호.
  - KT HCN의 오라이프 채널 번호.

## 스포츠
- 2003년 KBO 리그 삼성 라이온즈의 이승엽 선수는 한 시즌 56개의 홈런을 치며 오 사다하루가 1964년에 세운 아시아 홈런 기록을 경신하였다.
- 조 디마지오는 1941년 56경기 연속 안타 신기록을 달성하였다.

## 통신
- 국가번호
  - 칠레의 국가번호 +56.
- 지역번호 
  - 대한민국 경상북도 울릉도의 지역번호 056 (1987-2000).
  - 벨라루스 고몔주 롈리치치의 지역번호 02356.
  - 벨라루스 비톕스크주 그루보코예의 지역번호 02156.
  - 우크라이나 드니프로주의 지역번호 056.

## 기타
- 날짜: 5월 6일
- 연도: 56년, 기원전 56년